# Eparchie berlínská a německá (RPCZ)
Eparchie Berlín a Německo je eparchie ruské pravoslavné církve v zahraničí.

## Území a titul biskupa
Zahrnuje správní hranice území Německa, Rakouska, Dánská a Švédska.
Eparchiálnímu biskupovi náleží titul biskup berlínský a německý.

## Historie
Roku 1924 vznikl berlínský vikariát pod jurisdikcí správce farností v Západní Evropě metropolity Jevlogije (Georgijevského).
V červnu 1926 bylo na Archijerejském soboru Ruské pravoslavné církve v zahraničí v Sremských Karlovcích rozhodnuto o zřízení samostatné berlínské eparchie v čele s biskupem Tichonem (Ljaščenkem).
Německý stát za nacistické nadvlády podporoval berlínskou eparchii a využíval ji k propagandistickým účelům. Úřady vyvinuly tlak na jevlogianské farnosti, aby byly převedeny do jurisdikce berlínské eparchie. V únoru 1938 německé úřady požadovaly vyměnění eparchiální biskupa za etnického Němce Serafima (Lade), což se také stalo.
Dne 26. května 1942 byla eparchie Synodem Ruské pravoslavné církve v zahraničí přeměněna na středoevropský metropolitní okruh.
V letech 1943–1944 došlo k výraznému příbytku duchovenstva a věřících díky odsunutí obyvatel ze Sovětského svazu. Po skončení druhé světové války došlo k vlně přechodu farností na okupovaných územích Sovětského svazu, včetně části Německa, do jurisdikce Moskevského patriarchátu.
Koncem 80. let 20. století došlo k úbytku farností eparchie, ale po roce 1990 došlo k jejich nárůstu. Od začátku 90. let přešlo do jurisdikce z bývalého Sovětského svazu více než 300 000 věřících.
Po obnovení kanonického společenství mezi Ruskou pravoslavnou církví v zahraničí a Ruskou pravoslavnou církví se eparchie vyznačuje živou spoluprací s eparchií berlínskou pod jurisdikcí Ruské pravoslavné církve.

## Seznam biskupů
- 1924–1938 Tichon (Ljaščenko)
- 1938–1950 Serafim (Lade)
  - 1950–1950 Alexandr (Lovčij) dočasný správce
- 1950–1951 Venedikt (Bobkovskij)
- 1952–1971 Alexandr (Lovčij)
- 1971–1982 Filofej (Narko)
- od 1982 Mark (Arndt)